# Јепршки учитељ
„Јепршки учитељ” је југословенски ТВ филм из 1969. године. Режирао га је Јоже Бабич а сценарио је написао Франце Вурник по делу Симона Јенка.

## Улоге
| Глумац         | Улога |
| -------------- | ----- |
| Стане Лебан    |       |
| Тоне Шолар     |       |
| Адријан Рустја |       |
| Алојз Милич    |       |